# کرنر بروک
کرنر بروک (به انگلیسی: Corner Brook) یک شهر در کانادا است که در نیوفاندلند و لابرادور واقع شده‌است. کرنر بروک ۱۴۸٫۲۶ کیلومتر مربع مساحت و ۱۹٬۸۰۶ نفر جمعیت دارد و ۰–۳۰۴ متر بالاتر از سطح دریا واقع شده‌است.